# Pycnidiopeltis smilacina
Pycnidiopeltis smilacina är en svampart som beskrevs av Bat. & C.A.A. Costa 1959. Pycnidiopeltis smilacina ingår i släktet Pycnidiopeltis, divisionen sporsäcksvampar och riket svampar.   Inga underarter finns listade i Catalogue of Life.